# Kimono

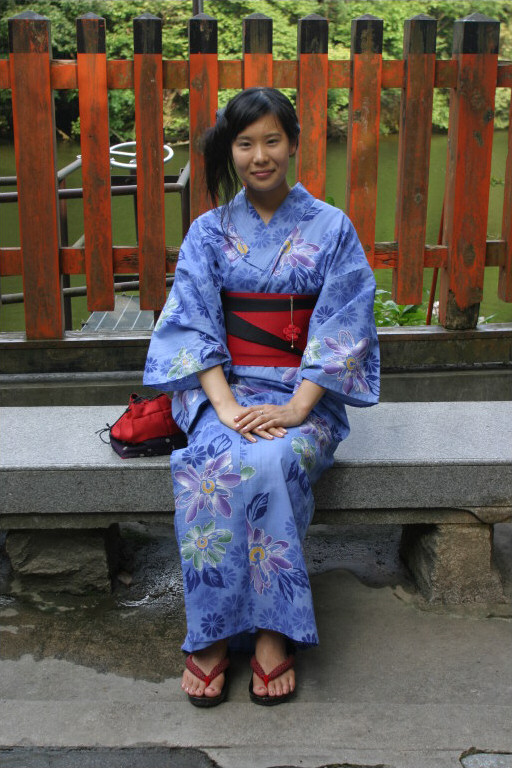
Kvinna i yukata.

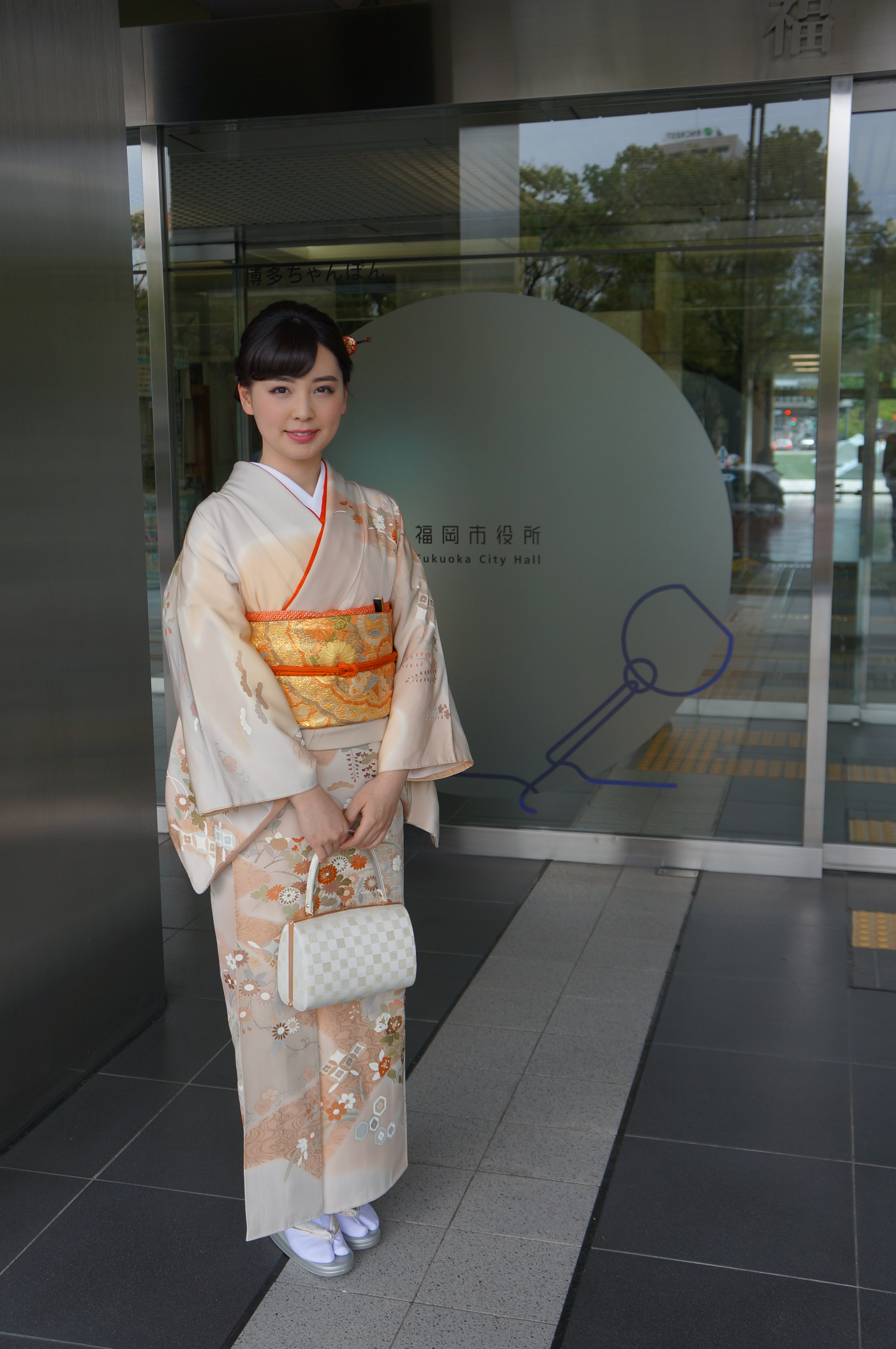

Kimono (japanska 着物, bokstavligen "bära-sak", "något man har på sig", en term sannolikt från sent 1800-tal) är en övergripande term eller samlingsbegrepp för ett japanskt plagg. Kimonon har en smal krage och bärs omlott med överlappning åt höger (utom vid liksvepning, då den sätts på överlappad åt vänster) för alla kön och åldrar. Idag bärs den främst vid vissa högtidliga eller traditionstyngda tillfällen av kvinnor, men mera sällan av män. Kimonon används t.ex. när man utövar inhemska aktiviteter som exempelvis teceremoni. Kimonoliknande plagg används dock i flera sammanhang, t.ex. i kampsport (budo).
Kimonon har sitt ursprung i kinesiska plagg från ca 400 e.Kr. Under Heianperioden (794-1185) bars ett kimonoliknande plagg som underplagg av de högre klasserna, men också som vanligt plagg av de arbetande klasserna. Kimonon började bäras allmänt av alla klasser i Japan under Edoperioden (1600-1868). Hovdamernas vida överplagg i flera lager (juni hitoe, kinu) med sina breda ärmöppningar (osode) bärs fortfarande vid speciella tillfällen av kejsarfamiljen.
Kimono bars ursprungligen flera stycken i lager för värmens och modets skull. Plagget saknar fickor, men tygvecket på ärmen kan användas som ficka. Annars får man bära med sig det man behöver på andra sätt (t.ex. börsar och dosor fästade vid bältet genom en bältesknapp netsuke).
Kimono finns idag i flera varianter med kosode som en av de enklaste. Plagget yukata är en informell variant av kimono för bruk under sommaren eller som morgonrock; vissa källor räknar inte detta plagg som en typ av kimono.
Skärpet kallas obi och kan betinga minst lika höga kostnader som själva kimonon.

## Kimono i populärkultur utanför Japan
- Splinter i Teenage Mutant Ninja Turtles bär kimono.
- Tredje versen i Britt G. Hallqvists svenskspråkiga text till sången Noen barn er brune, "Många barn är bruna" innehåller textraden Många barn har tröja, många kimono i tredje versen.